# Yannick Neuder
Yannick Neuder (ur. 15 marca 1969 w Tullins) – francuski polityk, lekarz i samorządowiec, deputowany, od 2024 minister przy ministrze pracy, zdrowia, solidarności i rodziny.

## Życiorys
Z wykształcenia lekarz, specjalizował się w zakresie kardiologii. Od pierwszej połowy lat 90. zawodowo związany ze szpitalem uniwersyteckim w Grenoble.
Działacz Unii na rzecz Ruchu Ludowego i następnie Republikanów. Od marca 2002 do stycznia 2019 pełnił funkcję mera miejscowości Saint-Étienne-de-Saint-Geoirs. W latach 2014–2022 kierował wspólnotą gmin Bièvre Isère. W 2015 został wybrany na radnego regionu Owernia-Rodan-Alpy (reelekcja w 2021). Do 2022 pełnił funkcję zastępcy prezydenta regionu, odpowiadając m.in. za szkolnictwo wyższe i zdrowie.
W wyborach w 2022 po raz pierwszy uzyskał mandat posła do Zgromadzenia Narodowego. Utrzymał go również w kolejnych wyborach w 2024.
W grudniu 2024 dołączył do nowo powstałego rządu François Bayrou, obejmując w nim stanowisko ministra ds. zdrowia i dostępności opieki społecznej przy ministrze pracy, zdrowia, solidarności i rodziny.